# Biagio di Antonio Tucci
Biagio di Antonio Tucci ou Biagio d'Antonio né à Florence (1446 – 1er juin 1516) est un peintre italien.

## Biographie
Biagio di Antonio Tucci a été pratiquement inconnu jusqu'aux années 1930. Son personnage était mêlé avec ceux d'autres peintres originaires de Faenza actifs à Florence entre les XVe et XVIe siècles. Il a été d'abord confondu avec Andrea Utili et ensuite avec Giovanni Battista Bertucci il Vecchio bien que sa peinture soit plutôt influencée par Andrea del Verrocchio et Domenico Ghirlandaio.
Biagio di Antonio Tucci séjourna à Faenza où il a peint des tableaux pour les églises les plus importantes.
Dans l'église San Michele il a peint une Nativité  (aujourd'hui conservée au Musée de l'Oklaoma).
Entre 1481 et 1482 il a travaillé à Rome où il collabora avec Cosimo Rosselli dans la réalisation des fresques La traversée de la Mer Rouge de la Chapelle Sixtine.
D'autres œuvres sont la prédelle Tempesani à Cortona et la Vierge entre les saints François et Madeleine à San Casciano in Val di Pesa.

## Œuvres

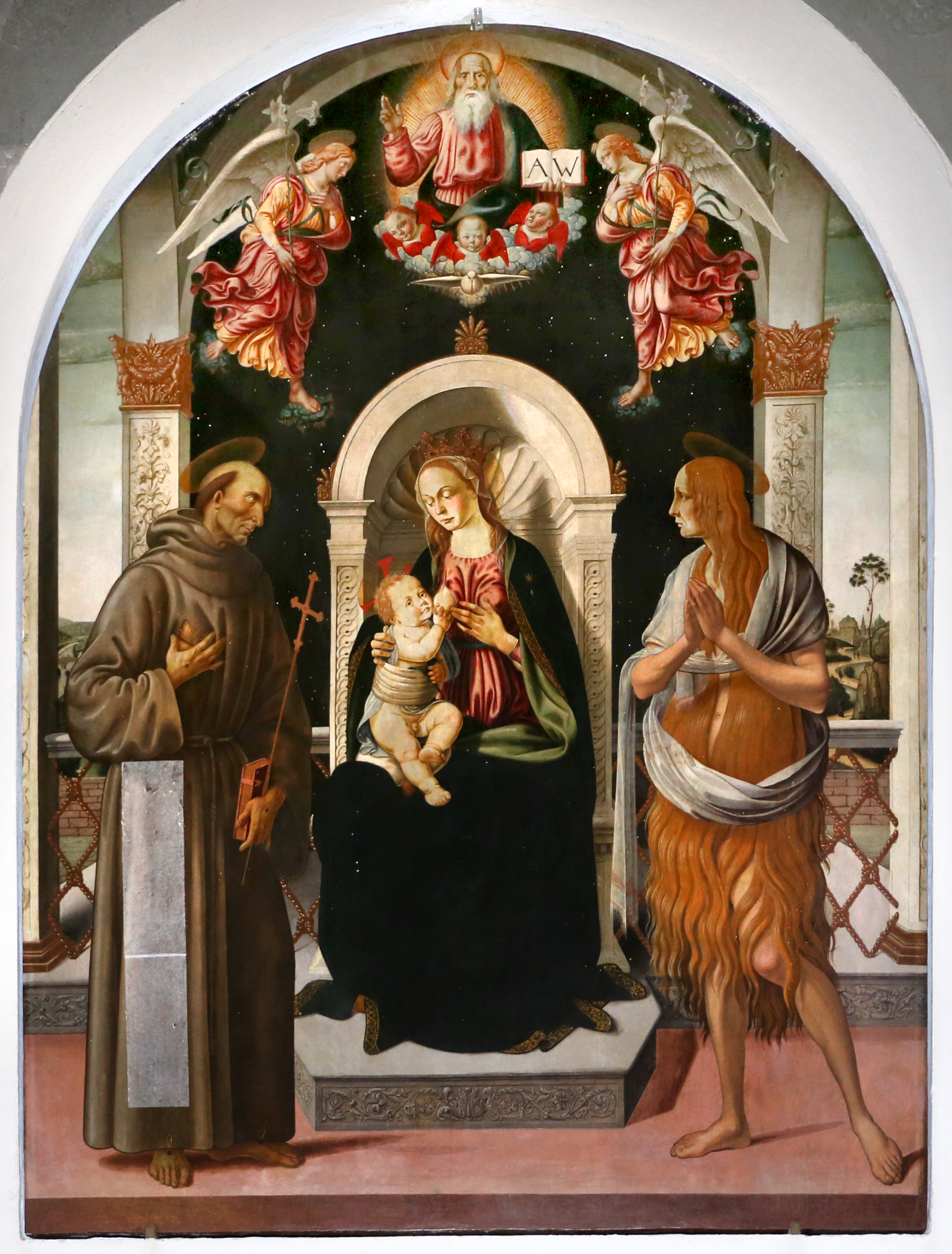
Vierge à l'Enfant entre saint François et Madeleine, Église san Francesco, San Casciano in Val di Pesa.
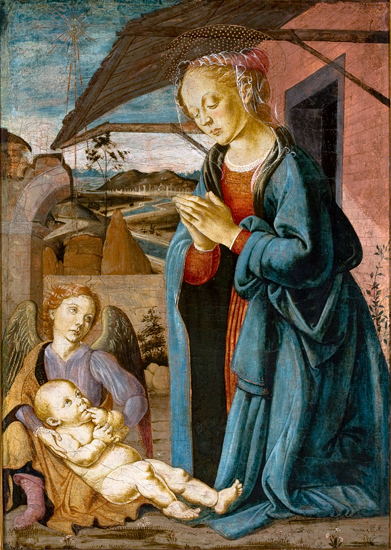
Vierge à l'Enfant , Musée d'Art de Sao Paolo, Brésil.
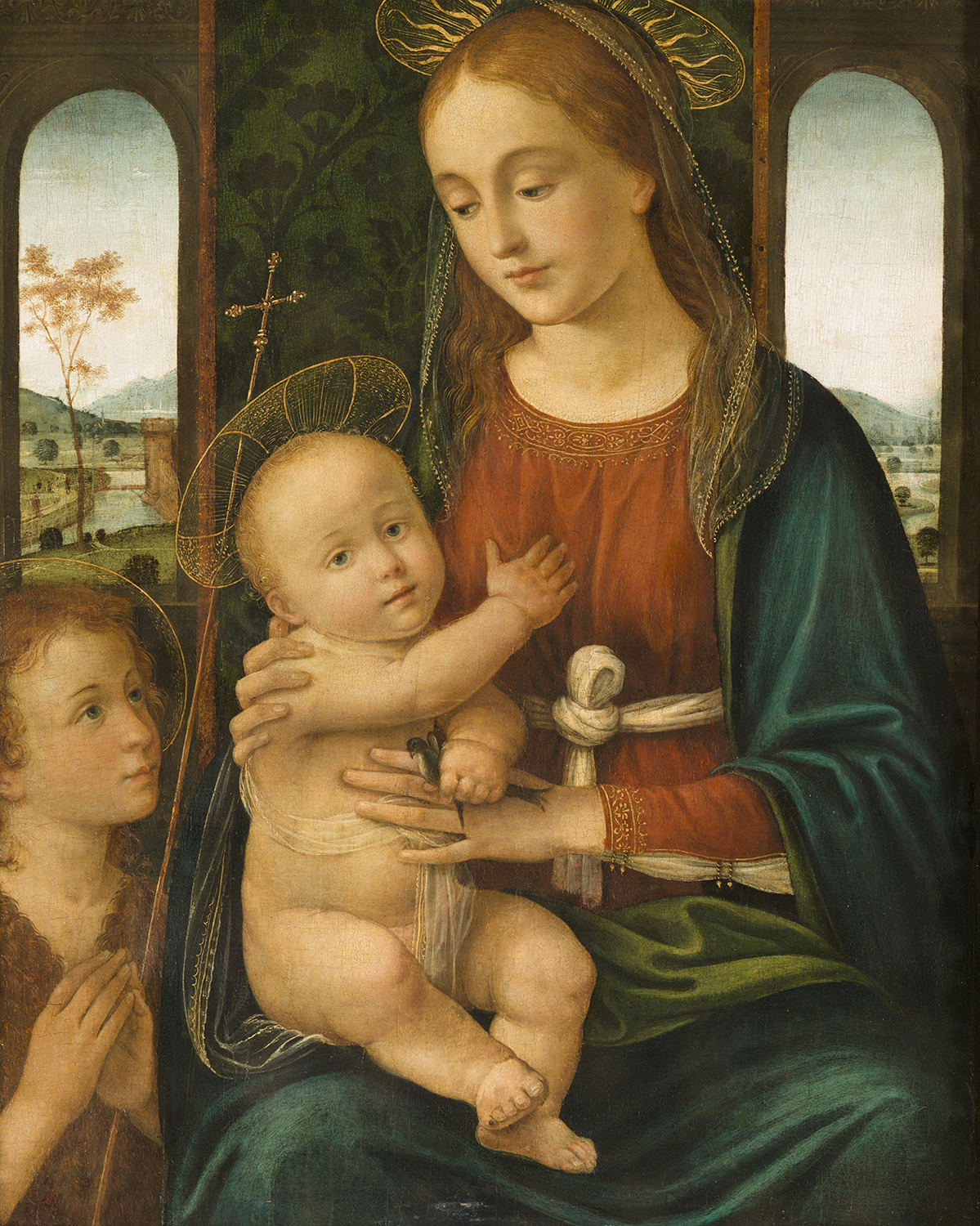
La Vierge à l’enfant et Saint Jean Baptiste, XVe siècle musée des beaux-arts de Lyon.
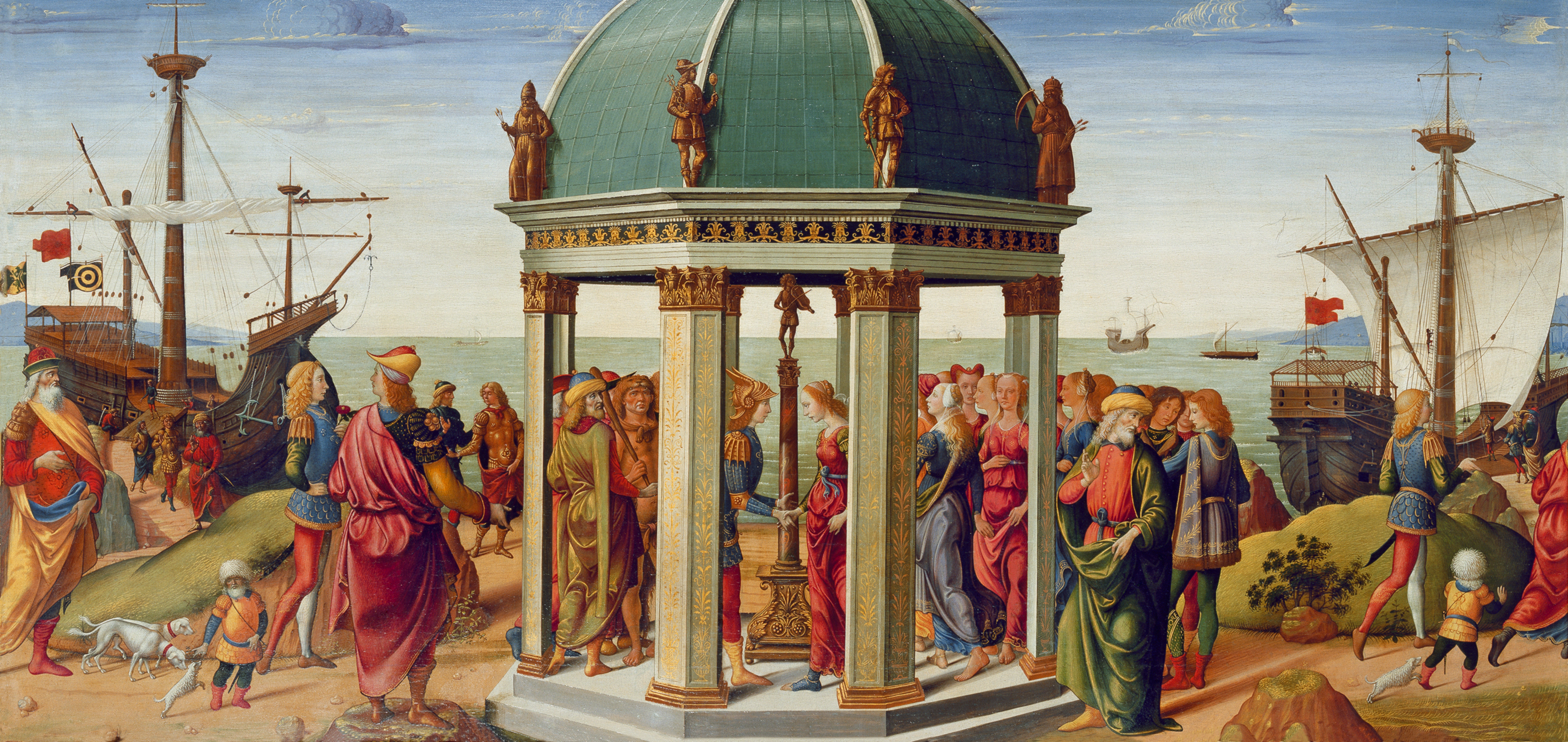
La Rencontre de Jason et Médée, vers 1486, Musée des Arts décoratifs, Paris.

### 1465 à 1470
- Scènes de l'Histoire des Argonautes[1], avec Jacopo del Sellaio  (v. 1465) tempera sur bois, 50 × 142 cm, Metropolitan Museum de New York[2]
- Portrait d'un jeune homme (1470), Metropolitan Museum of Art, New York[3]
- Le Triomphe de Camille[4] (1470/1475) National Gallery of Art, Washington[5]
- Vierge à l'Enfant en Majesté avec cinq saints et deux angesMadone, Budapest (1470-1475), tempera sur panneau, 168 × 178 cm, Musée des beaux-arts de Budapest
- Vierge à l'Enfant (1475). Musée d'Art de São Paulo, São Paulo, Brésil
- L'Archange Raphaël et Tobias[6] (1475-1476) tempera sur panneau, 140 × 51 cm, Musée d'art de Ponce, Puerto Rico
- Adoration des mages avec saints et donateurs[7] (1476) huile sur panneau, Philbrook Museum of Art, Oklahoma
- Portrait d'un garçon[8] (1476–1480), National Gallery of Art, Washington[9]

### Œuvres entre 1470 et 1482
- Déshonneur, suicide et funérailles de Lucrèce et Banquet de Tarquin[10], v. 1485, bois, 53 × 133 cm, panneaux de coffre de mariage, Ca' d'Oro, Venise
- Saint Michel partageant les âmes ensemble, 4e quart XVe siècle Avignon ; Musée du Petit Palais (Avignon)[11]
- La Traversée de la Mer Rouge[12], fresques, 1481-1482, Chapelle Sixtine (en collaboration avec Cosimo Rosselli).
- prédelle du polyptyque Tempesani, Cortona

### Œuvres Non datées
- L'Histoire de Joseph[13], Date inconnue, tempera sur panneau, 69 × 150 cm, Metropolitan Museum of Art
- Vierge à l'Enfant avec un ange[14], Date XVe siècle, tempera sur panneau, 68 × 48 cm, Musée d'art de Ponce, Puerto Rico
- Vierge à l'Enfant et les saints Dominique, André, Jean-Baptiste, Thomas d'Aquin. Pinacothèque Communale, Faenza[15]
- Vierge à l'Enfant, deux Anges et les saints Jean Baptiste et Antoine de Padoue. Pinacothèque Communale, Faenza[16]
- Saint Pierre, Pinacothèque Communale, Faenza[17]
- Annonciation, Pinacothèque Communale, Faenza[18]
- La Vierge et l'Enfant entourés de six anges et de saint Jean-Baptiste enfant, 4e quart XVe siècle-1er quart XVIe siècle, musée du Louvre, Paris[11]
- Vierge à l'Enfant avec le petit saint Jean[19], Musée des beaux-arts de Lyon, non mentionnée dans la Base Joconde
- Le Portement de Croix, 4e quart XVe siècle-1er quart XVIe siècle, musée du Louvre, Paris[11]
- L'Adoration des Mages, peinture sur bois, 34.4 x 45.5 cm, musée des beaux-arts de Dijon, Dijon[20].
- Le Christ Enfant en Salvator Mundi, BIAGIO d'Antonio (?), 4e quart XVe siècle ; 1er quart XVIe siècle, Musée national Magnin, Dijon[11]
- Christ en pitié entre deux anges, avec les symboles de la passion, BIAGIO d'Antonio, La Sorbonne, Paris[21]

### Attribution incertaine
- Allégorie des arts libéraux, BIAGIO d'Antonio (?), 4e quart XVe siècle, Musée Condé, Chantilly [11]

### A documenter
- Nativité, Musée de l'Oklahoma
- Vierge entre les saint François et Madeleine, San Casciano in Val di Pesa